# Virginia Polytechnic Institute and State University
Virginia Polytechnic Institute and State University, også kendt som Virginia Tech er et teknisk universitet lokaliseret i staten Virginia i USA. Universitet var i april 2007 udsat for en massakre, den såkaldte Virginia Tech massakre.
37°13.5′N 80°25.5′V / 37.2250°N 80.4250°V
- Wikimedia Commons har flere filer relateret til Virginia Polytechnic Institute and State University

| Skole | Spire Denne artikel om en skole, en uddannelsesinstitution eller uddannelse er en spire som bør udbygges. Du er velkommen til at hjælpe Wikipedia ved at udvide den. |